# Liviu Spătaru
Liviu Spătaru (n. 22 iulie 1959) este un fost deputat român în legislatura 1996-2000, ales în județul Caraș-Severin pe listele partidului PD. Liviu Spătaru a fost membru în grupurile parlamentare de prietenie cu Republica Franceză - Adunarea Națională și Republica Arabă Egipt. 

## Legături externe
- Liviu Spătaru Arhivat în 21 iunie 2024, la Wayback Machine. la cdep.ro